# ویلیام هیگیت
ویلیام هیگیت (انگلیسی: William Higgitt؛ ۱۰ نوامبر ۱۹۱۷ – ۲ آوریل ۱۹۸۹ (سن۷۱سال)) اهل کانادا بود. هیگیت از ۱۰ نوامبر ۱۹۱۷ تا ۲ آوریل ۱۹۸۹ پلیس سواره نظام سلطنتی کانادا بود؛ و از اول اکتبر ۱۹۶۹ تا ۲۸ دسامبر ۱۹۷۳ جایگزین ملکوم لیندسی در پست کمیسر پلیس کانادا قرارگرفت. او از ۱۹۷۲ جایگزین پل دیکاف شد و دبیرکلی پلیس بین‌الملل را برعهده گرفت و تا سال ۱۹۷۶ عهده‌دار این مسئولیت بود.